# Angelo Raffaele Sodano
Angelo Raffaele Sodano (Mariglianella, 22 novembre 1924 – Mariglianella, 2 dicembre 1999) è stato un filologo classico italiano.

## Biografia
Allievo e poi assistente di Francesco Sbordone, alla cattedra di letteratura greca dell'Università degli Studi di Napoli Federico II, Sodano iniziò poco più che ventenne la sua attività di docente nei licei di Ottaviano e Nola, per approdare poi al Liceo "Umberto" di Napoli e successivamente alle Università di Napoli e Salerno, dove concluse la sua carriera accademica.

## Biblioteca personale

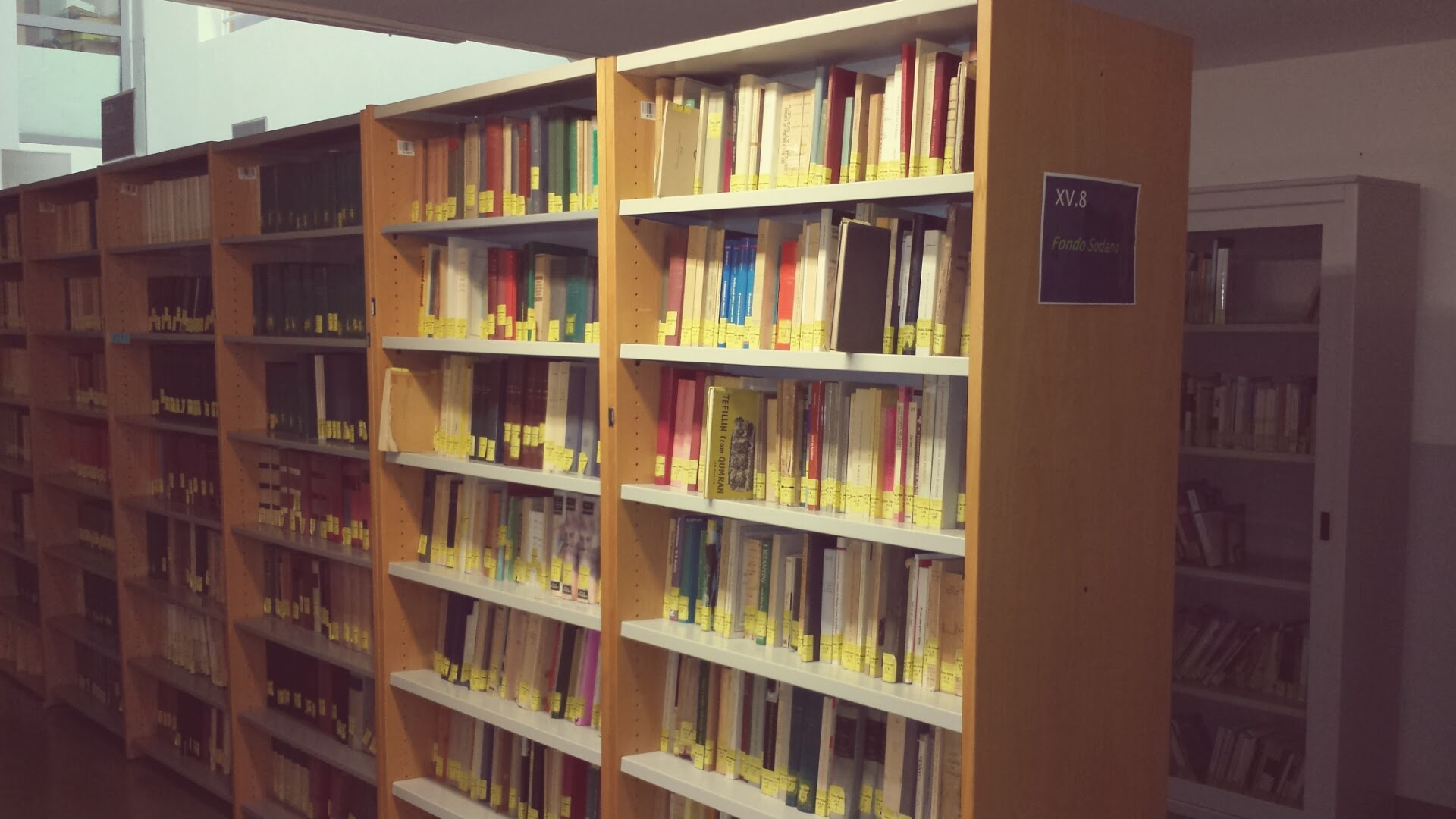
Fondo Sodano

Molto omogenea la sua raccolta privata, consistente in circa 3 000 volumi, che documenta in modo circostanziato gli interessi di studio del possessore: per lo più classici greco-latini, sciolti e in collana (Les Belles Lettres, Loeb Classical Library, Bibliotheca Teubneriana, Sources Chrétiennes, ecc.), nonché saggistica filologica in italiano, tedesco e inglese (non pochi i titoli fuori commercio o di difficile reperibilità). Prevale il filone di studi sulla grecità tardo-antica, campo in cui si esercitava maggiormente la ricerca del Sodano, sul duplice versante del neoplatonismo (Plotino, Porfirio, Giamblico, Proclo; a Sodano si deve, peraltro, una rilevante edizione del De mysteriis di Giamblico) e della patristica (Origene, Eusebio di Cesarea, San Basilio, ecc.). Meno rilevante, ma comunque congrua, appare nel complesso la sezione di studi latini.

## Pubblicazioni

### Monografie
- La tradizione manoscritta delle «quaestiones homericae» di Porfirio: il codice vaticano greco 305 e alcuni aspetti della tradizione scoliastica all'Iliade, Napoli, Giannini, 1967
- La civiltà greca: appunti di lezione, Napoli, Giannini, 1969
- Lezioni sul 1. libro delle Odi di Orazio, Sassari, Libreria Dessi, 1971
- Lezioni di esegesi catulliana, Sassari, Libreria Dessi, 1972
- Lezioni sul libro 5. di Lucrezio, Macerata, Libreria Del Monte, 1974
- Sogni ed ombre nei poemi omerici: letture dell'Iliade e dell'Odissea, Napoli, Loffredo, 1975
- Letture della "Monobiblos" di Properzio, Napoli, Loffredo, 1976
- Catullo, Orazio, elegiaci, Tacito: antologia di classici latini per il 2. liceo classico, Napoli, Loffredo, 1979
- Poesis et oratio, Napoli, Loffredo, 1986
- E attiche: corso di grammatica greca: teoria, Napoli, Loffredo, 1995
- He kalè Attiké : corso di lingua greca, Napoli, Loffredo, 2001, 4 voll.

### Articoli
- Uno storico-poeta del secolo di Giustiniano Flavio Cresconio Corippo, «Antiquitas», a. 1., fasc. 3.-4., 1946
- Le fonti del mito di Achille nel terzo libro dei Met'Omeron di Quinto Smirneo, «Antiquitas», a. 2.-3., 3.-4., 1.-4., 1947/1948
- Il mito di Pentesilea nel 1. libro dei meth'Omeron di Quinto Smirno, «Annali della Facoltà di lettere filosofia dell'Università di Napoli», 1., 1951
- La tradizione manoscritta del trattato "De mysteriis" di Giamblico, «Giornale italiano di filologia: rivista trimestrale di cultura», A.5, 1952
- Il mito di Memnone nel 2. libro dei Methomeron di Quinto Smirneo, «Annali della Facoltà di lettere e filosofia dell'Università di Napoli», 2., 1952
- Il Codice Torinese e due nuovi manoscritti del De Mysteriis di Giamblico, «Rendiconti dell'Accademia di Archeologia, lettere e belle arti di Napoli», v. 30, 1955
- I frammenti dei Commentari di Porfirio al Timeo di Platone nel De aeternitate mundi di Giovanni Filopono, «Rendiconti dell'Accademia di Archeologia, lettere e belle arti di Napoli», v. 37, 1962
- Per un'edizione critica dei frammenti del commento di Porfirio al Timeo di Platone, «Atti dell'accademia pontaniana» n.s. v. 12
- Su una recente edizione critica del commento di Calcidio al "Timeo" di Platone, «Giornale italiano di filologia: rivista trimestrale di cultura», A.16, 1963
- Grammatica e filologia nel commento di Porfirio al Timeo di Platone, «Rivista di filologia e d'istruzione classica», A.92, 1964
- L'interpretazione ciceroniana di "Timeo 41 A 7 - B 6" nelle citazioni testuali di Sant'Agostino, «Revue des études augustinienses», XI, 1-2, 1965
- Porfirio "gnomologo" : contributo alla tradizione e alla critica testuale delle sillogi gnomiche, «Sileno», n. 1-2, 1991
- Porfirio, Vangelo di un pagano. Lettera a Marcella. Contro Boeto sull'anima. Sul conosci te stesso. Vita di Porfirio di Eunapio, «Mediaeval Sophia: Studi e Ricerche sui Saperi Medievali», A.1, n. 2, luglio-dicembre 2007

### Monografie in collaborazione e a cura di
- Porfirio, Lettera ad Anebo, Napoli, L'arte tipografica, 1958
- Porfirio, Porphyrii in Platonis Timaeum commentariorum fragmenta, Napoli, Istituto della Stampa, 1964
- Porfirio, Porphyrii Quaestionum Homericarum: liber 1., testo critico a cura di A. R. Sodano, Napoli, Giannini, 1970
- Porfirio, Questioni omeriche. libro primo, traduzione a cura di Angelo Raffaele Sodano, Napoli, M. D'Auria, 1973
- Porfirio. I frammenti dei commentari al Timeo di Platone, Napoli, Istituto della Stampa, 1974
- Porfirio, Introduzione agli intelligibili, traduzione, commento e note con in appendice il testo greco a cura di Angelo Raffaele Sodano, Napoli, D'Auria, 1979
- Giamblico, I misteri egiziani: Abammone, lettera a Porfirio, introduzione, traduzione, appendici di Angelo Raffaele Sodano, Milano, Rusconi, 1984
- Euripide, Mythos: Ippolito, Eracle, Baccanti, passi scelti e commentati da Angelo Raffaele Sodano, Napoli, Loffredo, 1987
- Euripide, Le tragedie di Tyche: passi scelti dall'Ifigenia taurica, Elena e Ione, 2. ed., Napoli, Federico & Ardia, 1989
- Pseudo-Demofilo, Le sentenze pitagoriche dello pseudo-Demofilo, introduzione, testo critico, traduzione e commento a cura di Angelo Raffaele Sodano, Roma, Accademia nazionale dei Lincei, 1991
- Porfirio, Vangelo di un pagano: Lettera a Marcella, Contro Boeto: sull'anima, Sul conosci te stesso, a cura di Angelo Raffaele Sodano, Milano, Rusconi, 1993, ISBN 88-18-20023-2
- Andocide, Prima orazione: I misteri, cura di Angelo Raffaele Sodano, Napoli, Loffredo, 1995
- Porfirio, Storia della filosofia: frammenti, introduzione, traduzione, commento e note di Angelo Raffaele Sodano, Milano, Rusconi, 1997, ISBN 88-18-70190-8
- Porfirio, Vita di Pitagora, monografia introduttiva e analisi filologica, traduzione e note di Angelo Raffaele Sodano; saggio preliminare e interpretazione filosofica, notizia biografica, parole chiave e indici di Giuseppe Girgenti, Milano, Rusconi, 1998, ISBN 88-18-70215-7
- Porfirio, Astinenza dagli animali, prefazione, introduzione e apparati di Giuseppe Girgenti; traduzione e note di Angelo Raffaele Sodano. Milano, Bompiani il pensiero occidentale, 2005, ISBN 88-452-1107-X
- Porfirio, Vangelo di un pagano, introduzione, traduzione, note e apparati di Angelo Raffaele Sodano. Milano, Bompiani Il pensiero occidentale, 2006, ISBN 88-452-5781-9
- Giamblico, I misteri egiziani, introduzione, traduzione, note e indici di Angelo Raffaele Sodano, Giovanni Reale. Milano, Bompiani Il pensiero occidentale, 2013, ISBN 978-88-452-7204-2